# Dieter Stein
Dieter Stein (* 15. června 1967, Ingolstadt) je německý publicista a šéfredaktor pravicového časopisu Junge Freiheit.
Stein vystudoval politologii a historii na Albert-Ludwigs-Universität Freiburg. V roce 1986 založil časopis Junge Freiheit, jehož je stále šéfredaktorem. Sídlo časopisu se v polovině devadesátých let přesunulo do Berlína.
Dieter Stein je ženatý a má čtyři děti.